# Kotschya ochreata
Kotschya ochreata is een  plantensoort uit de vlinderbloemenfamilie (Fabaceae). Het is een struik van 80 tot 300 centimeter hoog. De soort staat op de Rode Lijst van de IUCN geklasseerd als 'niet bedreigd'.
De soort komt voor van tropisch West-Afrika tot in Noord-Angola. Hij groeit op moerassige grond in savannes, langs de oevers van waterlopen, in weilanden en te midden van struikachtige vegetatie, op hoogtes van ongeveer 500 meter tot 1.300 meter.
De plant wordt uit het wild geoogst voor lokaal gebruik als medicijn. De plant heeft een algemeen genezende werking.

## Variëteiten
- Kotschya ochreata var. longipetala Hepper
- Kotschya ochreata var. ochreata